# Федирко, Павел Стефанович
Па́вел Сте́фанович Феди́рко (13 сентября 1932, ст. Екатериновская, Павловский район, Северо-Кавказский край (ныне Краснодарский край), РСФСР, СССР — 9 августа 2019, Красноярск, Россия) — советский и российский партийный и государственный деятель.
Первый секретарь Красноярского краевого комитета КПСС (1972—1987), председатель Правления Центросоюза СССР (1987—1992). Член ЦК КПСС в 1976—1990 годах.

## Биография
Родился 13 сентября 1932 года в станице Екатериновской Крыловского района Краснодарского края. Предки Федирко имели казацкие корни, мать Пелагея Матвеевна трудилась в колхозе, отец Стефан Петрович работал в районном земельном отделе. После окончания школы поступил в Ростовский институт инженеров железнодорожного транспорта, который окончил в 1954 году по профессии заводчик.
После окончания института переехал на работу в Норильск. Работу начинал в качестве мастера по арматуре паровозовагоноремонтного завода Норильского комбината.
В 1954 стал заведующим отделом пропаганды и агитации Норильского горкома ВЛКСМ. Затем занимал должности второго и первого секретаря Норильского городского комитета ВЛКСМ. В 1958 году Федирко вернулся на Норильский комбинат, став главным инженером ремонтно-механического завода, а через некоторое время директором завода. В 1960 году стал первым заместителем председателя исполнительного комитета Норильского городского Совета народных депутатов.
В 1962 году Павел Стефанович был назначен первым секретарём Игарского городского комитета КПСС. На этом посту Федирко удалось за короткое время ликвидировать последствия пожара, уничтожившего значительную часть городской инфраструктуры и жилых домов. Под руководством Федирко город был отстроен практически заново. В дальнейшем занимал должности секретаря партийного комитета военной части Красноярского края и заведующего отделом оборонной промышленности Красноярского краевого комитета КПСС.
В 1971 году Федирко вошёл в команду первого секретаря Красноярского краевого комитета КПСС Владимира Долгих, заняв пост второго секретаря. В том же году заочно окончил Высшую партийную школу при ЦК КПСС. После назначения Долгих Секретарём ЦК КПСС Федирко в возрасте сорока лет занял пост первого секретаря Красноярского краевого комитета КПСС, став самым молодым руководителем региона в СССР.
Под руководством Федирко в крае заработали десятки новых предприятий (среди которых были Ачинский нефтеперерабатывающий завод, Дивногорский завод низковольтовой аппаратуры, «Крастяжмаш», Минусинский электротехнический комплекс, КраМЗ, Сосновоборский завод автомобильных прицепов, «Сибволокно», Берёзовский угольный разрез), были построены аэропорты «Емельяново» и «Черемшанка». Продолжали развиваться такие города Шарыпово, Кодинск, Сосновоборск, Талнах, Лесосибирск, Саяногорск. Краевой центр Красноярск также продолжал застраиваться и развиваться, появлялись новые микрорайоны. Особое внимание Павел Стефанович уделял развитию культуры, желая превратить Красноярский край в «край высокой культуры». При его участии были построены театр оперы и балета, институт искусств, концертные залы филармонии, культурно-исторический музейный комплекс, Дворец труда, Дворец пионеров. Также открывались многие спортивные учреждения и объекты.
В 1987 году был назначен председателем Центросоюза СССР и занимал этот пост до декабря 1992 года. В это время работал и проживал в Москве.
В 1999 году стал заместителем губернатора Красноярского края Александра Лебедя, а также начальником управления администрации края по взаимодействию с федеральным Правительством и иными федеральными органами государственной власти. С ноября 2001 года являлся представителем администрации Красноярского края в Совете Федерации. Оставался в этой должности до мая 2004 года, после чего стал советником губернатора Красноярского края.
Избирался депутатом Верховного Совета СССР IX, X и XI созывов, в 1989 году был избран народным депутатом СССР.
Умер 9 августа 2019 года в Красноярске. 13 августа в Большом концертном зале Красноярской краевой филармонии состоялась церемония прощания, а похороны прошли в тот же день на Аллее Славы Бадалыкского кладбища Красноярска.

## Семья
Был женат, имел сына и дочь.

## Увлечения
Увлекался классической, специальной литературой. Любил путешествовать. Свободно владел английским и немецким языками.

## Память
- 17 сентября 2019 года красноярский Октябрьский мост, построенный в годы руководства краем Федирко, был назван его именем[2].
- В сентябре 2021 года в Красноярске установили и торжественно открыли памятник Федирко[3].

## Награды и звания
- 2 ордена Ленина;
- орден Трудового Красного Знамени;
- медали
- Почётный гражданин Красноярского края (2002)[4].